# わし座V605星
わし座V605星は、 わし座の惑星状星雲Abell 58の中心星で、変光星。水素欠乏星で、ヘリウムと炭素に富む大変珍しい星である。

## 観測史
わし座V605星は、1919年に新星として最初に記録されたが、後に非常に珍しい変光星であることが判明した。ピーク時の光度は10.4等と測定された。増光以前の写真を調べた結果、1918年に12等に明るくなるまでは15等かそれ以下の明るさであった。その後1年以上は11等かそれ以上の明るさを保っていたが、次第に暗くなっていった。その後、1921年後半と1923年に12等まで増光した後、姿を消した。増光時のスペクトル型はR0、水素欠乏型炭素星で、一部のかんむり座R型変光星 (RCB) に似ていた。
その後、18 - 20等級で数回検出されたが、これらは星の位置を取り囲む小さな星雲の節状構造が検出されたに過ぎないと考えられている。ハッブル宇宙望遠鏡の撮像では、星自体は23等よりも暗く、星雲は2.5秒ほどの大きさの明るく不規則な形状の赤外線天体であった。星はまだ明るいが、濃い星雲に大部分が隠れているのではないかと疑われた。直接の検出はできなかったが、散乱光からは[WC4]スペクトル型が観測され、ピーク光度時のスペクトルとは大きく異なっていた。2013年には、中心星が20.2等で検出され、4等級の減光が推定された。

## 物理的特徴
1921年には、ヘリウム98％、炭素1％と推定され、典型的なRCB星の表面組成であった。しかし、2006年には、ヘリウム54％、炭素40％、酸素5％と推定され、惑星状星雲中心星に典型的な組成となっている。いずれも、ほとんど水素で構成される星が大多数である中、大変珍しいものである。2020年現在、ヘリウムと炭素に富む水素欠乏型の天体で強い輝線を持つ、[WC4]というスペクトル型に分類されている。  
1970年頃から温度が上昇し始め、21世紀には90,000ケルビン (K) を超えている。このことから、超後期熱パルスを経験して再び核融合し始めた、ポストAGB星または再生AGB星であると広く信じられている。これとは別に、酸素-ネオン白色矮星の新星であるとする説もある。新星説の難点を説明するため、白色矮星と普通の伴星との合体による現象とする説も提唱されている。  
わし座V605星は惑星状星雲の中心にあり、星雲の発生源であると考えられている。目に見える惑星状星雲はほぼ球状で、1919年の増光よりもはるかに古いものである。アウトバーストから発生したはるかに小さな星雲は非球形であり、その形状は、円盤状と双極性の星雲、またはダストバンドを含むトーラス構造と想定されている。ダストバンドまたはディスクは、ほぼ完全に中心の星を覆い隠している。星雲の見かけの大きさの変化とその半径方向の速度の比較から、星雲は太陽系から約15,000光年（4,600 パーセク）離れていると考えられている。  